# Doumdéré
Doumdéré est une localité du Cameroun située dans la commune de Moutourwa, le département du Mayo-Kani et la Région de l'Extrême-Nord, à 8 km au nord de Ndoukoula, à proximité de la frontière avec le Tchad.

## Localisation
Doumdéré est localisé à 10° 19' 44,8" nord de latitude et 14° 03' 49" est de longitude.